# دانشگاه ژنگژو
دانشگاه ژنگژو (به انگلیسی: Zhengzhou University) که در زبان عامیانه ژنگدا و به اختصار ZZU شناخته می‌شود، یک دانشگاه دولتی است که در ژنگژو واقع شده و با حدود ۷۳۰۰۰ دانشجو پرجمعیت‌ترین دانشگاه به حساب می‌آید. مساحت این دانشگاه آن را به دهمین دانشگاه بزرگ چین بدل کرده است.
ابتکار ساخت این دانشگاه توسط وزارت آموزش و پرورش چین و استان هنان (Henan) با ایده «یک استان یک دانشگاه» ساخته شد و با توجه به پتانسیل بالای آن برای تبدیل شدن به یک کرسی معتبر در آموزش عالی به خوبی به آن پرداخته شد.
ZZU یا دانشگاه ژنگژو توسط وزارت آموزش و پرورش چین در پروژه ۲۱۱ گنجانده شد؛ و هدف اصلی آن تبدیل دانشگاه‌های آینده‌دار به دانشگاه‌های ملی کلیدی بود. این طرح در ادامه دستخوش تغییراتی شد که در آن با ابتکاری جاه‌طلبانه و جامع‌تر پروژه دانشگاه جهانی درجه یک را با هدف توسعه و افزایش دانشگاه‌های نخبه چین تا پایان سال ۲۰۵۰ رقم می‌زد.
از سپتامبر ۲۰۲۰، ۷ رشته از دانشگاه ZZU در میان رنک ۱٪ برتر جهانی جای گرفتند: شیمی، علوم مواد، پزشکی بالینی، مهندسی داوسازی و سم‌شناسی، زیست‌شناسی و بیولوژی، زیست‌شناسی مولکولی و ژنتیک.
ZZU در رتبه‌بندی علمی دانشگاه‌های جهانی سال ۲۰۲۰ در میان ۴۰۰ دانشگاه برتر جهانی در رتبه‌بندی اخبار ایالات متحده در مرتبه ۷۲۲ و میان دانشگاه‌های بین‌المللی چین در رتبه‌بندی که توسط دانشگاه ووهان انجام گرفته در جایگاه ۳۶ قرار گرفت.
دانشگاه‌های برتر QS در سال ۲۰۲۰ آن را در رشته داروسازی در رتبه ۳۰۱–۳۵۰ برتر آسیا و ۲۵۱–۳۰۰ بهترین دانشگاه‌های جهانی قرار داده است.
موقعیت دانشگاه ژنگژو در سال ۲۰۱۹ در اخبار ایالات متحده ۴۰۱–۵۰۰ و از ۷۴۹ در رتبه جهانی صعود قابل توجهی داشته است.

## دانشکده‌ها
در دانشگاه ژنگژو ۵۱ دانشکده یا بخش وجود دارند. این دانشکده‌ها در حوزه هنر و ادبیات گرفته تا علوم و مهندسی اجتماعی فعالیت می‌کنند.
دانشکده و دپارتمان پزشکی
| دانشکده                           | دوره کارشناسی                                                  |
| دانشکده پزشکی بالینی              | پزشکی بالینی (۵–۷ ساله) بیهوشی تصویرشناسی پزشکی MBBS (شش ساله) |
| دانشکده پزشکی پایه                | پزشکی پایه                                                     |
| دانشکده پرستاری                   | پرستاری                                                        |
| دانشکده بهداشت عمومی              | طب پیشگیری                                                     |
| دانشکده علوم دارویی               | آماده‌سازی دارویی داروسازی                                      |
| دانشکده دندانپزشکی                | دندانپزشکی                                                     |
| گروه علوم آزمایشگاهی پزشکی بالینی | علوم آزمایشگاهی پزشکی                                          |

دانشکده‌ها و گروه‌های علوم انسانی و علوم اجتماعی
| دانشکده تجارت و بیزنس           | آمار مدیریت کسب و کار حسابداری تجارت بین‌المللی علوم مالی اقتصاد |
| دپارتمان آموزش                  | روان‌شناسی کاربردی تعلیم و تربیت                                 |
| دانشکده هنرهای زیبا             | خوشنویسی مجسمه‌سازی رنگ آمیزی طراحی هنری                         |
| دانشکده زبانهای خارجی           | آلمانی روسی ژاپنی انگلیسی                                       |
| دانشکده تاریخ                   | باستان‌شناسی تاریخ                                               |
| دانشکده مدیریت اطلاعات          | سیستم اطلاعات و مدیریت اطلاعات علوم بایگانی علوم کتابداری       |
| دانشکده روزنامه‌نگاری و ارتباطات | علم روزنامه‌نگاری صدا و سیما علم تبلیغات روزنامه‌نگاری            |
| دانشکده حقوق                    | حقوق                                                            |
| دانشکده هنرهای آزاد             | آموزش زبان چینی در سطح بین‌المللی زبان و ادبیات چینی             |
| دانشکده مدیریت                  | تجارت الکترونیکی مدیریت مهندسی مهندسی صنایع مدیریت تدارکات      |
| دانشکده آموزش                   | آموزش در ایدئولوژی و سیاست                                      |
| دانشکده موسیقی                  | موسیقی و اجرا موسیقی‌شناسی                                       |
| دانشکده مدیریت دولتی            | کار اجتماعی مدیریت مدیریت امور عمومی فلسفه                      |
| دانشکده تربیت بدنی              | تربیت بدنی                                                      |
| دانشکده مدیریت گردشگری          | بازاریابی اجرای موسیقی (جهت پرواز) مدیریت هتل مدیریت گردشگری    |

دانشکده‌های علوم و مهندسی
| دانشکده ریاضیات وآمار        | ریاضیات و ریاضیات کاربردی علوم و اطلاعات کامپیوتر آمار ریاضیات مالی |
| دانشکده فیزیکی مهندسی        | علم و فناوری الکترونیکی علم و فناوری اطلاعات الکترونیکی روشها و ابزار مشاهده و کنترل فیزیک فیزیک کاربردی |
| دانشکده برق مهندسی           | مهندسی برق و اتوماسیون اتوماسیون مهندسی پزشکی |
| دانشکده شیمی و مهندسی مولکول | علم شیمی شیمی کاربردی |
| دانشکده مهندسی شیمی و انرژی  | مهندسی ایمنی (امنیت سیستم گرا) مهندسی پزشکی سازی تجهیزات و فرایند مهندسی کنترل انرژی حرارتی و مهندسی نیرو مهندسی شیمی و فناوری علوم محیطی |
| دانشکده علوم زندگی           | بیوتکنولوژی مهندسی زیست‌شناسی اطلاعات بیولوژیکی |
| دانشکده مکانیک مهندسی        | طراحی صنعتی مهندسی مکانیک و اتوماسیون اتوماسیون و طراحی و ساخت مکانیکی |
| دانشکده علوم مکانیک و مهندسی | مهندسی ایمنی (تجهیزات و ایمنی) مکانیک مهندسی |
| دانشکده اطلاعات مهندسی       | مهندسی نرم‌افزار مهندسی اطلاعات الکترونیکی علوم و فنون رایانه مهندسی ارتباطات |
| دانشکده مهندسی عمران         | مهندسی حمل و نقل مهندسی فضای زیرزمینی شهری مهندسی محیط و تجهیزات ساختمانی مهندسی عمران |
| دانشکده معماری               | معماری منظر برنامه‌ریزی شهری معماری طراحی هنری (طراحی هنری هنری زیست‌محیطی گرا) |
| دانشکده علوم مواد و مهندسی   | مهندسی بسته‌بندی مهندسی شکل و کنترل مواد علوم و مهندسی مواد مواد و مهندسی پلیمر |
| دانشکده آب و محیط زیست       | هیدرولوژی و منابع آب مهندسی هیدرولیک و نیروگاه برق آبی مهندسی سازه هیدرولیک مهندسی صرفه جویی در مصرف آب مهندسی تأمین آب و زهکشی مهندسی محیط زیست مهندسی سازه مهندسی شهرداری مهندسی ژئوتکنیک مهندسی پیشگیری و کاهش بلایا بندر، مهندسی ساحلی و دریایی مهندسی عبور از جاده، پل و رودخانه |

## بورسیه تحصیلی دانشگاه ژنگژو
به عنوان بزرگ‌ترین دانشگاه چین، بورسیه در دانشگاه ژنگژو میلیون‌ها دلار آمریکا برای حمایت مالی از صدها متقاضی را با بورسیه کامل و بورسیه تحصیلی جزئی برای ادامه تحصیلات را هر ساله فراهم می‌کند؛ که تنها دانشگاه چین با این همه صندلی برای بورسیه است.
در سال ۲۰۱۸، حدود ۵۰۰ دانشجوی تازه جذب شده برای انواع مختلف بورس تحصیلی، مانند بورس تحصیلی رئیس‌جمهور، بورس تحصیلی دولت هنان، بورس تحصیلی دولت چین و بورس تحصیلی کنفوسیوس حمایت مالی شدند. این بورس‌های تحصیلی معمولاً شامل موارد زیر است:
- قسمت عمده شهریه برای دوره کارشناسی.
- شهریه کامل برای دوره کارشناسی ارشد؛
- کمک هزینه تحصیل، اسکان و زندگی برای دوره پزشکی.[نیازمند منبع]